# Władimir Brieżniew
Władimir Arkadjewicz Brieżniew (ros. Владимир Аркадьевич Брежнев, ur. 27 sierpnia 1931 w mieście Kamienskoje, obecnie Dnieprodzierżyńsk) – radziecki polityk.

## Życiorys
Z pochodzenia Rosjanin. W latach 1949–1951 był ślusarzem zakładu metalurgicznego w Dnieprodzierżyńsku, 1951–1955 studiował w Odeskim Instytucie Hydrotechnicznym, po czym pracował w truście Ministerstwa Budownictwa Transportowego ZSRR w Nachodce. Od 1959 w KPZR, od 1959 pracownik trustu „Jugozaptransstroj” Głównego Zarządu Budownictwa Kolejowego Powołża i Południa Ministerstwa Przemysłu Transportowego ZSRR, 1961–1968 zastępca szefa i szef zarządu budowlanego nr 150 tego trustu, a 1968–1975 zastępca zarządcy i zarządca tego trustu w Kijowie. Od 1975 zastępca ministra, 1983–1985 I zastępca ministra, a od maja 1983 do stycznia 1991 minister budownictwa transportowego ZSRR, 1986–1990 zastępca członka KC KPZR, od stycznia 1991 na emeryturze. Po rozpadzie ZSRR prezydent państwowej korporacji „Transstroj”, członek klubu społeczno-politycznego „Realisti"

## Odznaczenia
- Order Lenina
- Order „Za zasługi dla Ojczyzny” II klasy (2005)
- Order „Za zasługi dla Ojczyzny” IV klasy
- Order Męstwa
- Order Rewolucji Październikowej
- Order Czerwonego Sztandaru Pracy (dwukrotnie)
- Złoty Medal im. Lwa Tołstoja (1999)